# Лысцевская
Лысцевская — деревня в Вельском районе Архангельской области. Входит в состав муниципального образования «Верхнеустькулойское».

## География
Деревня расположена в южной части Архангельской области, в таёжной зоне, в пределах северной части Русской равнины, в 52 километрах на юго-восток от города Вельска, на правом берегу реки Кулой притока Ваги. Ближайшие населённые пункты: на северо-западе деревня Окатовская, на юге деревня Ивонинская, входящая в состав Верховажского района Вологодской области.
Часовой пояс
Лысцевская, как и вся Архангельская область, находится в часовой зоне МСК (московское время). Смещение применяемого времени относительно UTC составляет +3:00.

## Население
| 2002 | 2010 | 2012 | 2014 |
| ---- | ---- | ---- | ---- |
| 6    | ↘2   | ↗4   | ↘3   |

## История
Указана в «Списке населённых мест по сведениям 1859 года» в составе Вельского уезда(2-го стана) Вологодской губернии под номером «2617» как «Лысцевская». Насчитывала 7 дворов, 28 жителей мужского пола и 43 женского.